# 羅德尼灣

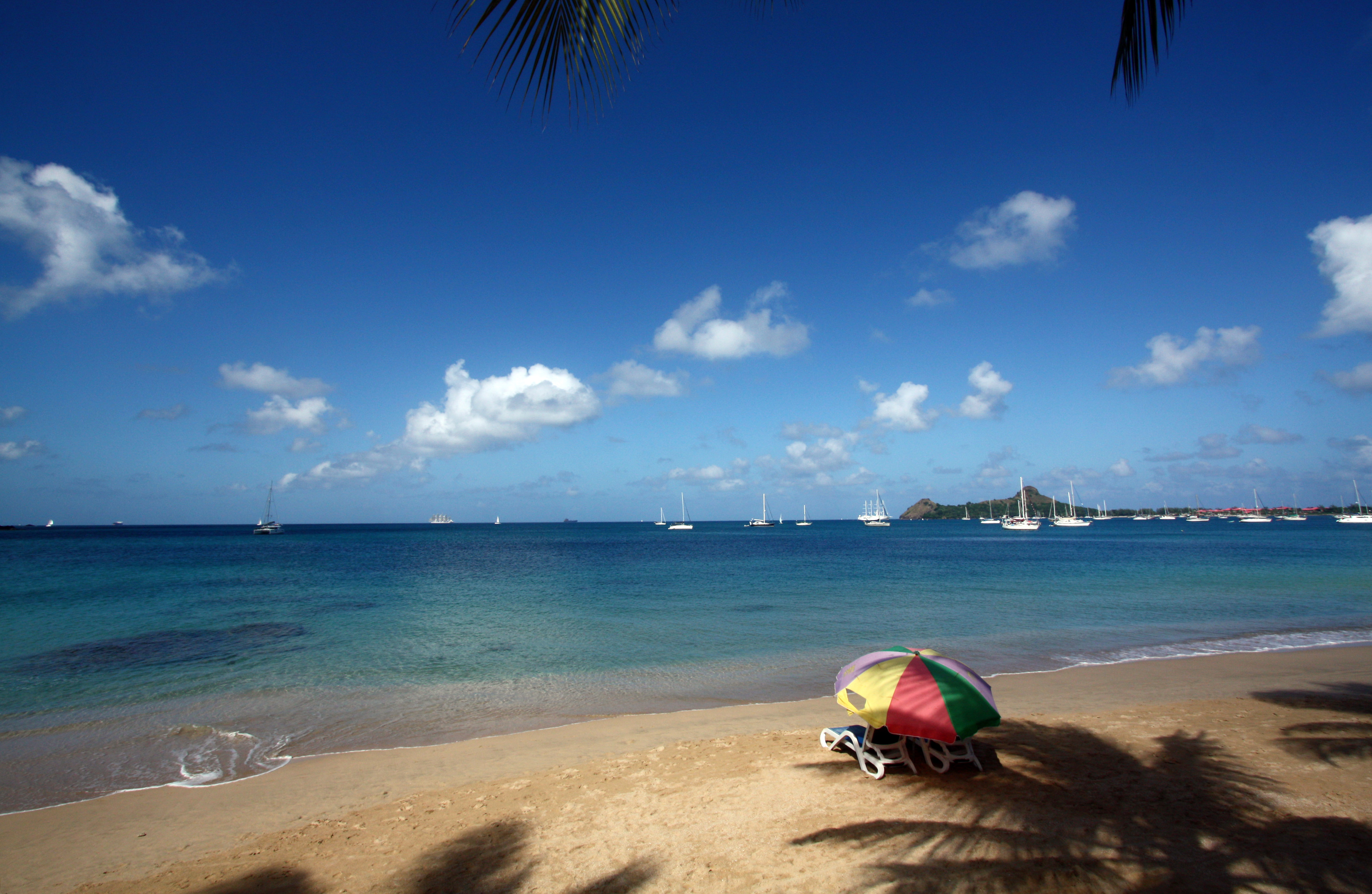

羅德尼灣（Rodney Bay）是加勒比海島國聖盧西亞的一個海灣，位於該島北部的格羅斯伊斯勒區。羅德尼灣是有人工潟湖的馬蹄形海灣。Reduit海灘是該島最受歡迎的海灘。該海灣得名於海軍上將喬治·布里奇斯·羅德尼。